# Nationalbibliothek der Heiligen Kyrill und Method
Die Nationalbibliothek der Heiligen Kyrill und Method (bulgarisch Национална библиотека „Св. Св. Кирил и Методий“ Nazionlna biblioteka Sw. Sw. Kiril i Metodii) in Sofia ist die Nationalbibliothek Bulgariens. Sie trägt die Namen zweier Patrone Europas, der Heiligen Kyrill und Method.
Die Bibliothek der Heiligen Kyrill und Method wurde am 4. April 1878 gegründet und erhielt drei Jahre später den Status als Nationalbibliothek. 1924 kam das bulgarische Renaissance-Archiv hinzu.

## Besondere Sammlungen
- slawische Manuskripte, eine Sammlung von mehr als 1500 Originalen (11. bis 19. Jahrhundert)
- griechische und andere ausländische Manuskripte, etwa 200 Dokumente (9. bis 19. Jahrhundert)
- östliche Manuskripte, einschließlich etwa 3100 arabische, 500 ottomanische und 150 persische (11. bis 19. Jahrhundert)
- verschiedene Archive von ottomanischen, arabischen und persischen Dokumenten (15. Jahrhundert bis Anfang 20. Jahrhundert), katalogisiert unter der Sammlung der Orient-Archive und der Neueren Türkischen Archive und 328 davon unabhängige Funde, jeder sortiert nach geographischen Kriterien. Beide Sammlungen enthalten mehr als 500.000 Einheiten, 714 Register and 168 Sidjals.
- alte Drucke, selten und wertvoll, eine Sammlung von etwa 30.000 Bänden in altslawischen, bulgarischer und anderen Sprachen (15. bis 20. Jahrhundert) sowie eine Kollektion der bulgarischen Renaissance-Presse aus der Zeit vor 1878
- alte gedruckte Bücher aus dem Orient, eine Sammlung von etwa 2000 Bänden in Arabisch, Türkisch und Persisch (ab 1593, bis Anfang 20. Jahrhundert)
- das bulgarische Geschichtsarchiv mit mehr als 1,5 Millionen Dokumenten unter 700 unterschiedlichen Archiven dokumentiert das Wirken von bulgarischen Revolutionären und Persönlichkeiten aus Wirtschaft, Kultur und Öffentlichkeit (18. Jahrhundert bis Anfang 20. Jahrhundert), ebenso die Geschichte des Unabhängigkeitskampfes im heutigen Mazedonien (siehe Geschichte Bulgariens#Makedonische Frage)
- Porträts und Fotografien, eine Sammlung von mehr als 80.000 Fotos und Illustrationen